# Kværn Kirke
Kværn Kirke er en kirke i Store Kværn i Ny Herred i det nordøstlige Angel (Sydslesvig), der er bygget omkring år 1200. Kirken i Kværn ligger på en bakke, der rager 58 meter over havet. Kirken er dermed er den højest beliggende kirke i Angel. Den er viet til Sankt Nikolaus, der regnes som de søfarendes skytshelgen. 
Kirken er opført efter forbillede fra kirkerne i Sørup og Munkbrarup i romansk stil omkring år 1200 af tilhugne kvadersten i fundamentet. Murene er dels af rå kampesten, dels af mursten. Tårnet, der er i 1600-tallet tilbygget, ses langt og tjente tidligere som sømærke. Orglet er fra 1748. Altertavlen viser Jesus, omgivet af de fire evangelister og tolv apostler.
Menigheden hører i dag til Slesvig-Flensborg kirkekreds i den nordtyske evangelisk-lutherske landskirke. Før den dansk-tyske krig 1864 blev der holdt prædiken skiftevis på dansk og på tysk.